# 東経92度線
東経92度線（とうけい92どせん）は、本初子午線面から東へ92度の角度を成す経線である。北極点から北極海、アジア、インド洋、南極海、南極大陸を通過して南極点までを結ぶ。
東経92度線は、西経88度線と共に大円を形成する。

## 通過する地域一覧
東経92度線は、北極点から南極点まで南に向かって以下の場所を通っている。
| 地理座標                                             | 国土・領土・領海 | 備考                                                                    |
| ---------------------------------------------------- | ---------------- | ----------------------------------------------------------------------- |
| 北緯90度0分 東経92度0分 / 北緯90.000度 東経92.000度  | 北極海           | シュミット島（ ロシア・セヴェルナヤ・ゼムリャ諸島）のすぐ東を通過       |
| 北緯80度24分 東経92度0分 / 北緯80.400度 東経92.000度 | ロシア           | コムソモレツ島、ピオネール島、セドフ群島（セヴェルナヤ・ゼムリャ諸島）  |
| 北緯79度25分 東経92度0分 / 北緯79.417度 東経92.000度 | カラ海           |                                                                         |
| 北緯77度38分 東経92度0分 / 北緯77.633度 東経92.000度 | ロシア           | キーロフ島（英語版）                                                    |
| 北緯77度35分 東経92度0分 / 北緯77.583度 東経92.000度 | カラ海           |                                                                         |
| 北緯75度43分 東経92度0分 / 北緯75.717度 東経92.000度 | ロシア           |                                                                         |
| 北緯50度41分 東経92度0分 / 北緯50.683度 東経92.000度 | モンゴル         |                                                                         |
| 北緯45度4分 東経92度0分 / 北緯45.067度 東経92.000度  | 中華人民共和国   | 新疆ウイグル自治区 青海省 チベット自治区                                |
| 北緯27度44分 東経92度0分 / 北緯27.733度 東経92.000度 | インド           | アルナーチャル・プラデーシュ州（ 中華人民共和国が領有権を主張）         |
| 北緯27度28分 東経92度0分 / 北緯27.467度 東経92.000度 | ブータン         |                                                                         |
| 北緯26度51分 東経92度0分 / 北緯26.850度 東経92.000度 | インド           | アッサム州 メーガーラヤ州                                               |
| 北緯25度11分 東経92度0分 / 北緯25.183度 東経92.000度 | バングラデシュ   |                                                                         |
| 北緯24度23分 東経92度0分 / 北緯24.383度 東経92.000度 | インド           | トリプラ州                                                              |
| 北緯23度41分 東経92度0分 / 北緯23.683度 東経92.000度 | バングラデシュ   |                                                                         |
| 北緯21度23分 東経92度0分 / 北緯21.383度 東経92.000度 | インド洋         | アンダマン諸島（ インド）のすぐ西を通過                                 |
| 南緯60度0分 東経92度0分 / 南緯60.000度 東経92.000度  | 南極海           | ドリガルスキー島（英語版）（ オーストラリアが領有権主張）のすぐ西を通過 |
| 南緯66度29分 東経92度0分 / 南緯66.483度 東経92.000度 | 南極大陸         | オーストラリア南極領土（ オーストラリアが領有権主張）                   |